# Presley O'Bannon

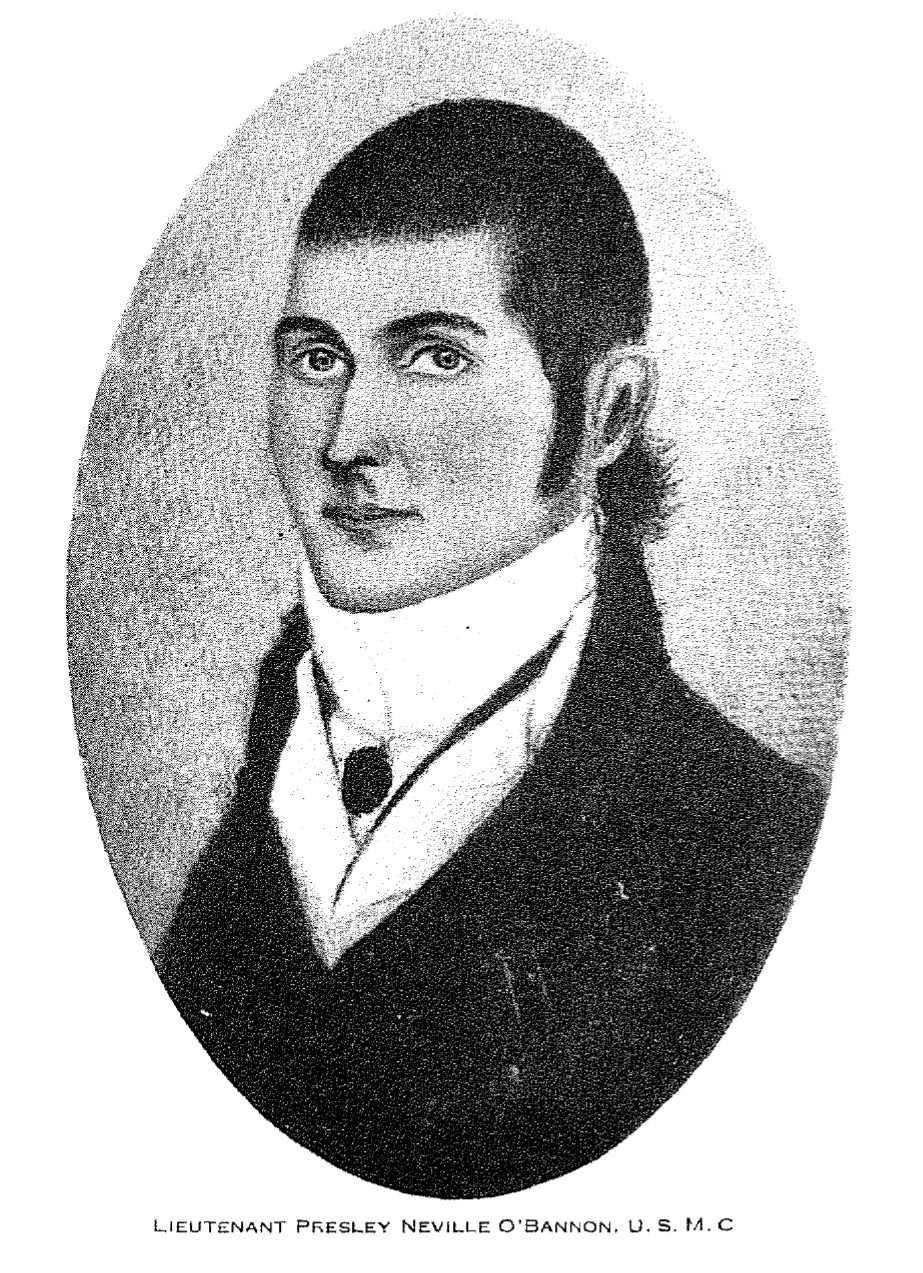
Presley O'Bannon, de Documentos Navais

Presley O'Bannon (1776 - 12 de setembro de 1850) foi um primeiro-tenente do Corpo de Fuzileiros Navais dos Estados Unidos.

## Carreira
famoso por suas façanhas na Primeira Guerra Bárbara (1801-1805). Em reconhecimento à sua bravura, ele recebeu uma espada por sua parte na tentativa de restaurar o príncipe Hamet Karamanli ao seu trono como o Bey de Trípoli. Esta espada tornou-se o modelo para a Espada Mameluca, adotada em 1825 para oficiais do Corpo de Fuzileiros Navais, que faz parte do uniforme formal hoje.